# کلور
کِلور (به تاتی: کلور) شهری است از توابع شهرستان خلخال در استان اردبیل ایران است. این شهر در شهرستان خلخال است و مردم آن به زبان تاتی صحبت می‌کنند.

## موقعیت
کلور در ۳۰ کیلومتری جنوب شهر خلخال و در دامنهٔ غربی رشته‌کوه البرز تالش و شرق کوه آق داغ قرار دارد. ارتفاع متوسط آن از سطح دریا ۱۵۵۰ متر است و آب و هوای آن در تابستان معتدل و در زمستان سرد است. ترکیبی از آب و هوای شمالی و کوهستانی باعث شده است تا این شهر از نظر آب و هوایی در حالت ایده‌آلی برای گردشگری قرار داشته باشد.
اهالی کلور به زبان تاتی (از زبان‌های ایرانی شمال غربی) سخن می‌گویند که پیش‌تر به شکل گسترده در شمال غرب ایران رواج داشته است؛ ولی رفته‌رفته با زبان ترکی جایگزین شده و هم‌اکنون تنها در مناطق محدودی هنوز باقی مانده است.

## فرهنگ و مشاهیر
امروزه با آگاهی مردم شهر نسبت به تاریخ و فرهنگ کهن خود، زبان تاتی در کلور و شهرهای اطراف جان تازه‌ای گرفته و تلاش مردم این شهر بر آن است تا با جان و دل از آن پاسداری کنند. خانواده‌ها نیز سعی دارند فرزندانی با اصالت که به هویت خود افتخار می‌کنند و زبان آباء و اجدادی خود را حفظ می‌کنند تربیت کنند.
زبان تات‌ها بیشتر از همه به زبان تالش‌ها نزدیک است طوری که هر کدام می‌توانند با زبان خود با هم گفتگو کنند همچین زبان تات‌ها به زبان لر‌ها و کرد‌ها و گیلک‌ها نیز شباهت دارد، دلیل این شباهت و برخی اشتراکها بر قدمت و کهن بودن زبان تاتی برمی‌گردد که به علت وجود ریشه مشترک، اشتراک بسیاری با زبانها و گویشهای دیگر دارا می‌باشد.
آداب و رسوم این دیار نیز در حال زنده شدن است. جشنواره رغایب یکی از مراسم معروف استان استان اردبیل چند سالی است که به مانند گذشته‌های دور در این شهر باستانی شکل رسمی به خود گرفته است.

## مناطق گردشگری
منطقه گردشگری امامزاده عبدالله کلور با طبیعت سرسبز از قطب‌های گردشگری استان اردبیل به‌شمار می‌رود. عبور رودخانه شاهرود از کنار این محوطه و طبیعت زیبا با باغ‌های گردو و سیب زیبایی‌های خاصی به آن بخشیده است.
کلور درسال‌های دور منطقه‌ای بالاتر از شهر فعلی بوده که به دلیل زلزله‌ای مهیب ویران گشته و شهر فعلی از پایه ساخته می‌شود. آثار بسیاری از وجود شهر قدیم کلور که حدود۴۰۰۰سال قدمت داشته یافته شده ولی به دلیل اینکه حفاری علمی و دقیقی صورت نگرفته این آثار و دفینه‌ها توسط قاچاقچیان عتیقه به صورت غیرقانونی حفاری و کشف می‌گردد و در بازار سیاه عتیقه به فروش می‌رسد.
آبشار سجن با ارتفاع بیش از ۳۰ متر از مناطق گردشگری دیگر کلور می‌باشد که در شمال شرقی کلور واقع شده و چشمه‌های آن تأمین کننده اب شرب شهر می‌باشد. از دیگر مناطق گردشگری شهر کلور می‌توان به آبشار ورازشت و آبشار سوسان اشاره کرد.